# Daniel Diges

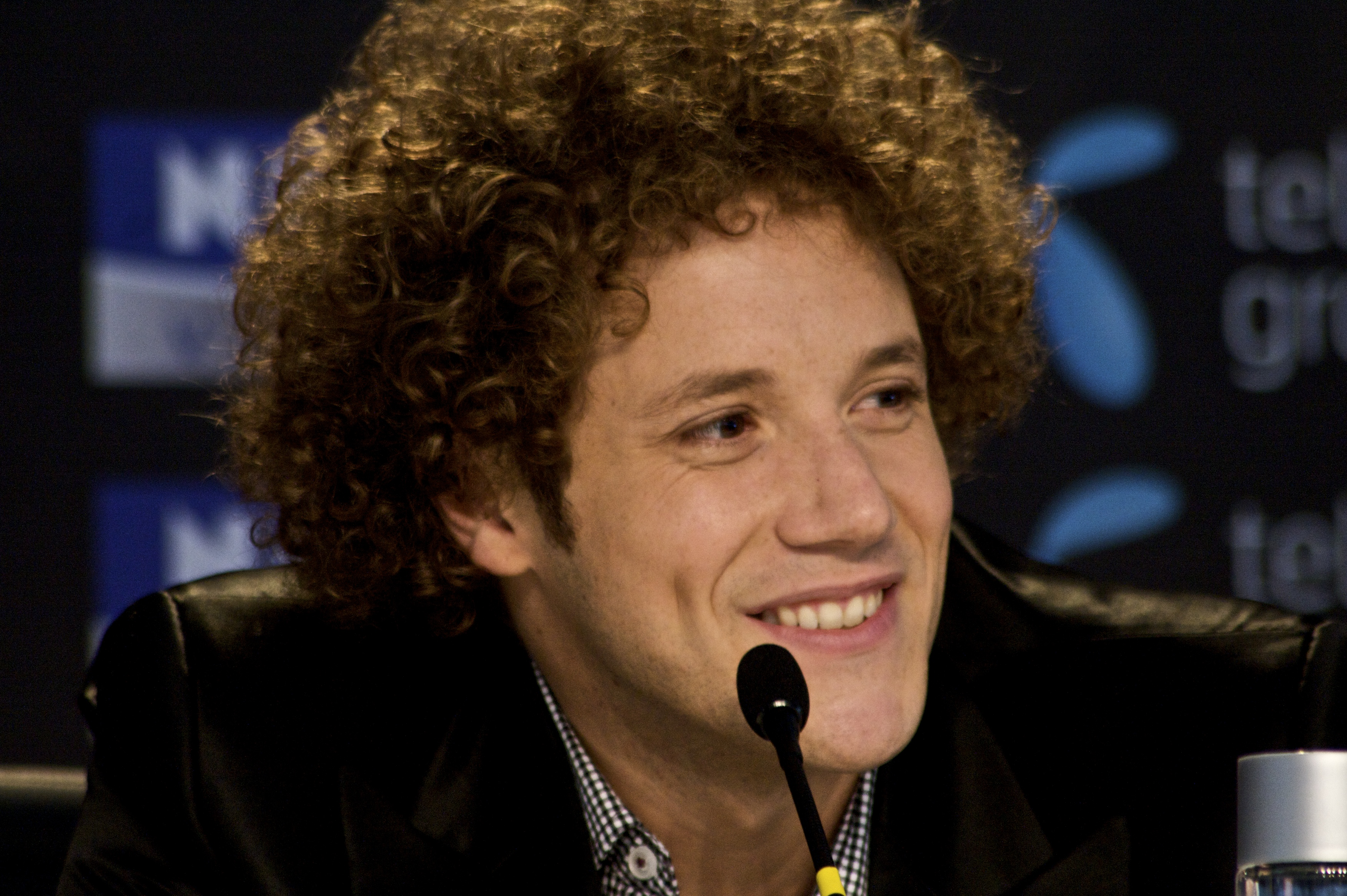
Daniel Diges beim Eurovision Song Contest in Oslo (2010)

Daniel Diges García (* 17. Januar 1981 in Alcalá de Henares, Madrid) ist ein spanischer Schauspieler und Sänger. Er vertrat sein Heimatland beim Eurovision Song Contest 2010 in Oslo.

## Biografie
Daniel Diges wurde 1981 als Daniel Diges García in Alcalá de Henares, nahe Madrid, geboren, wo er auch aufwuchs und dem Teatro Escuela Libre de Alcalá de Henares (TELA) beitrat. Er wurde als Model für die Werbebranche entdeckt und machte in den 1990er-Jahren durch Rollen in spanischen Fernsehserien auf sich aufmerksam, darunter der Part des Gato in mehreren hundert Folgen der Jugendserie Nada es para siempre von Antena 3 (1999–2000). Daraufhin folgten unter anderem wiederkehrende Rollen in den Serien Max clan (2003–2004) und Aquí no hay quien viva (2005).
Ab dem Jahr 2006 wandte sich Diges als Musical-Darsteller dem Theater zu und erschien in Hoy no me puedo levantar, einer Produktion über die spanische Popband Mecano. 2007 folgte ein Engagement für die spanische Version des Queen-Musicals We Will Rock You, 2008 über Monate die Hauptrolle des Troy Bolton neben Macarena García de la Camacha (Gabriella Montez) in der spanischen Musical-Version des Films High School Musical. Ab 2009 schlüpfte Diges für das Musical Mamma Mia! in die Rolle des Sky und wurde im selben Jahr mit dem nationalen Theaterpreis Spaniens für seine Leistung als Musical-Darsteller ausgezeichnet.
2010 war Diges Teilnehmer des spanischen Vorentscheids für den Eurovision Song Contest (ESC). Obwohl er einen Auftritt beim Song Contest zunächst abgelehnt hatte, änderte er seine Meinung sofort, als er den späteren Wettbewerbsbeitrag, den modernen spanischsprachigen Walzer Algo pequeñito (dt.: „Etwas Klitzekleines“), zum ersten Mal hörte. Mit diesem Song gelangte er in einem Online-Voting unter die zehn beliebtesten Titel. Er trat daraufhin Ende Februar in der von TVE1 organisierten Fernsehshow Destino Oslo auf, erhielt die meisten Stimmen des Publikums und der Jury und setzte sich gegen seine neun Konkurrenten durch, darunter die frühere ESC-Teilnehmerin Anabel Conde.
Mit dem von Jesús Cañadilla getexteten und komponierten Lied, bei dessen endgültiger Version auch Luis Miguel de la Varga, Alberto Collado sowie Diges selbst als Co-Autoren genannt werden, war Diges automatisch für das ESC-Finale am 29. Mai 2010 gesetzt. Diges beschrieb den Titel als einen „perfekten Song um daraus ein Mini-Musical zu machen, weil er eine Geschichte erzählt“. Im Finale auf Startplatz zwei angetreten, störte der als „Jimmy Jump“ bekannte Spanier Jaume Marquet i Cot Diges’ Auftritt, der sich zum vierköpfigen Ballet stellte und mittanzte. Diges erhielt daraufhin die Möglichkeit, am Ende des Starterfelds erneut aufzutreten und erreichte letztlich einen 15. Platz.
Mitte Mai 2010 veröffentlichte er bei Warner Music das Album Daniel Diges, das neben Cover-Titeln von Billy Joel und Robbie Williams auch fünf selbst geschriebene Songs enthielt. Das Album hielt sich zehn Wochen in den spanischen Charts, wo es Platz sechs erreichte.
Nach der Teilnahme am Eurovision Song Contest folgte Mitte November 2010 eine Hauptrolle in der spanischsprachigen Inszenierung von Claude-Michel Schönbergs Musical Les Misérables. Dabei handelte es sich um eine neue Überarbeitung unter dem Titel Los Miserables am Madrider Teatro Lope de Vega.
Daniel Diges spielt Klavier und zählt das Lesen zu seinen Hobbys. Er ist Vater eines Sohnes.

## Fernsehserien
- 1999–2000: Nada es para siempre
- 2001–2003: Megatrix
- 2003–2004: Max clan
- 2005: Aquí no hay quien viva

## Musicals
- 2006: Hoy no me puedo levantar
- 2007: We Will Rock You
- 2008–2009: High School Musical
- 2009–2010: Mamma Mia!
- 2010: Los Miserables

## Diskografie

### Alben
- 2010: Daniel Diges
- 2012: ¿Donde estabas tú en los 70?
- 2014: Quiero
- 2015: Calle Broadway

### Singles
- 2010: Algo pequeñito

## Auszeichnungen
- 2009: Premio Nacional de Teatro als Bester Musical-Darsteller